# Pterygodium leucanthum
Pterygodium leucanthum är en orkidéart som beskrevs av Harry Bolus. Pterygodium leucanthum ingår i släktet Pterygodium och familjen orkidéer. Inga underarter finns listade i Catalogue of Life.